# Manaka Iwami
Manaka Iwami (jap. 石見 舞菜香 Iwami Manaka; ur. 30 kwietnia 1998 w prefekturze Saitama) – japońska seiyū, pracująca dla agencji Raccoon Dog. Zdobyła nagrodę dla najlepszej debiutującej aktorki podczas 13. ceremonii rozdania nagród Seiyū Awards.

## Filmografia

### Seriale anime
2017
- Children of the Whales – Rikosu[3]
- Gamers! – Chiaki Hoshinomori[4]
- New Game! – Hotaru Hoshikawa[5]
- Re:Creators – Erina Talker[6]
- Tsuki ga kirei – Aira Miyamoto[7]
- Shūmatsu nani shitemasu ka? Isogashii desu ka? Sukutte moratte ii desu ka? – Lakhesh Nyx Seniorious[8]
- Urahara – Kotoko Watatsumugi[9]

2018
- Pensjonat w zaświatach – Chibi[10]
- Phantom in the Twilight – Mu Shinyao[11]
- Rokuhōdō yotsuiro biyori – Kotsuru Tenshin
- Tada-kun wa koi wo shinai – Teresa Wagner[12]

2019
- Rifle Is Beautiful – Ryōko Mochizuki[13]
- Fruits Basket – Tohru Honda[14]
- Granbelm – Kuon Tsuchimikado[15]
- Revisions – Marin Temari[16]
- Naka no hito genome: Jikkyōchū – Himiko Inaba[17]
- Miecz zabójcy demonów – Kimetsu no Yaiba – Chuntaro[18]

2020
- Magia Record: Mahō shōjo Madoka Magica gaiden – Ui Tamaki[19]
- Nami yo kiite kure – Mizuho Nanba[20]
- Fruits Basket: 2nd Season – Tohru Honda
- Re: Zero – Życie w innym świecie od zera – Carmilla
- Love Live! Nijigasaki Gakuen School Idol dōkoukai – Christina

2021
- Uma Musume Pretty Derby – Rice Shower
- Log Horizon: Entaku hōkai – Lelia Mofur[21]
- Fruits Basket: The Final – Tohru Honda
- Blue Reflection Ray – Hiori Hirahara
- Ku twej wieczności – Rean[22]
- Hige o soru. Soshite joshi kōsei o hirou. – Yuuko Masaka[23]
- Bokutachi no Remake – Miki Morishita[24]

2022
- Tokyo 24-ku – Asumi Suidō[25]
- Shokei shōjo no Virgin Road – Manon[26]
- RPG fudōsan – Rakira[27]
- Mahōtsukai reimeiki – Riiri[28]
- Spy × Family – Millie[29]
- Kunoichi Tsubaki no mune no uchi – Mizubashō[30]
- Kami kuzu Idol – Shigutaro[31]
- Boruto: Naruto Next Generations – Neon Asakusa
- Kuro no shōkanshi – Efil[32]
- Romantic Killer – Saki[33]
- Akiba Maid sensō – Nerula[34]
- Arknights: Reimei zensō – Exusiai[35]

2023
- Tensei ōjo to tensai reijō no mahō kakumei – Euphyllia Magenta[36]
- Otonari no tenshi-sama ni itsunomanika dame ningen ni sareteita ken – Mahiru Shiina[37]
- Kyokō suiri – Rion Otonashi[38]
- Tensei kizoku no isekai bōken roku – Teres[39]
- World Dai Star – Kokona Ōtori[40]
- Moja gwiazda – Akane Kurokawa[41]
- Sugar Apple Fairy Tale – Noah[42]
- Jitsu wa ore, saikyō deshita? – Marianne[43]
- Seija musō – Monika[44]
- Hikikomari kyūketsuki no monmon – Sakuna Memoir[45]
- Zakazane śledztwa Rona Kamonohashiego – młodsza siostra[46]
- Frieren. U kresu drogi – Linie[47]

2024
- Hikari no ō sezon 2 – Yururuho / Sennen Suisei[48]
- Maō-gun saikyō no majutsushi wa ningen datta – Dairokuten[49]
- Nanare hananare – Nodoka Ōtani[50]

### Filmy anime
2018
- Kiedy zakwitnie obiecany kwiat – Maquia[51]

2022
- Fruits Basket: Prelude – Tohru Honda[52]

2023
- Rakudai majo: Fūka to yami no majo – Karin[53]

### Gry wideo
2014
- Granblue Fantasy – Satyr

2016
- Othellonia – Radola[54]

2018
- Dragalia Lost – Pia
- Shironeko Project – Eleanor
- Uma Musume Pretty Derby –  Rice Shower

2019
- Arknights – Exusiai / Warfarin
- Fire Emblem: Three Houses – Ingrid Brandl Galatea
- Magia Record: Puella Magi Madoka Magica Side Story – Ui Tamaki

2020
- Cytus 2 – Nora
- King’s Raid – Tanya, Talisha
- Girls’ Frontline – CF05 & SIG-556
- Death end re;Quest 2 – Liliana Pinnata[55]
- Genshin Impact – Amber[56]
- The Legend of Heroes: Trails into Reverie – Nadia Rayne[57]

2021
- Counter:Side – Kim Sobin
- Famicom Detective Club: The Girl Who Stands Behind (2021 Remake) – Yoko Kojima
- Blue Reflection: Second Light – Hiori Hirahara[58]

2022
- The Legend of Heroes: Trails Through Daybreak II – Nadia Rayne[59]
- Fate/Grand Order – Huyan Zhuo
- Fire Emblem Warriors: Three Hopes – Ingrid Brandl Galatea
- Guilty Gear Strive – Bridget[60]
- Dragon Quest Treasures – Gayle[61]

2023
- Da Capo 5 – Yukina Tokisaka
- Usokara Hajimaru Koi no Natsu – Shiori Minagi[62]
- Takt Op. Symphony – Für Elise WoO 59[63]
- Soul Tide – Ithil
- One. – Mizuka Nagamori